# Thomas Ohlsson
Thomas Mikael Ohlsson (* 20. September 1958 in Norrköping) ist ein ehemaliger schwedischer Kanute.

## Erfolge
Thomas Ohlsson gab 1980 in Moskau sein Olympiadebüt, das er mit Jens Nordqvist im Zweier-Kajak in zwei Wettbewerben bestritt. Über 500 Meter erreichten sie das Finale, welches sie auf dem neunten und letzten Platz abschlossen, während sie über 1000 Meter im Halbfinale ausschieden. Bei den Olympischen Spielen 1984 in Los Angeles gehörte Ohlsson neben Per-Inge Bengtsson, Lars-Erik Moberg und Tommy Karls zum schwedischen Aufgebot im Vierer-Kajak. Sie schlossen ihren Vorlauf auf dem dritten Platz ab und qualifizierten sich nach einem zweiten Platz im Halbfinale für den Endlauf. Die 1000-Meter-Distanz absolvierten sie dort in 3:02,81 Minuten, womit sie hinter dem australischen Vierer-Kajak und vor der französischen Mannschaft die Silbermedaille gewannen.
1981 wurde Ohlsson in Nottingham mit dem Vierer-Kajak über 500 Meter Vizeweltmeister. Ein Jahr darauf belegte er in Belgrad mit dem Vierer-Kajak über dieselbe Strecke den dritten Platz und sicherte sich mit ihm über 1000 Meter den Titelgewinn.
Ohlsson heiratete die schwedische Kanutin Eva Karlsson, die 1984 ebenfalls mit dem Vierer-Kajak den zweiten Platz belegte.